# Yeniköy, Ardeşen
Yeniköy là một xã thuộc huyện Ardeşen, tỉnh Rize, Thổ Nhĩ Kỳ. Dân số thời điểm năm 2010 là 126 người.